# Сизиф
Сизиф (на старогръцки: Σίσυφος; Sisyphos, Sísiuphos; на латински: Sisyphus) в древногръцката митология е около 1400 пр.н.е. строител и цар на Коринт, който след смъртта си е осъден да търкаля по стръмен склон огромен камък, който едва добутан догоре, отново падал.
Син е на Еол и Енарета. Основал град Ефир (древното име на Коринт). По-късно се оженил за плеядата Меропа и заедно имали следните синове: Главк, Орнитион, Терсандър и Алм. Дядо е на Белерофонт чрез Главк. Брат е на Салмоней, Атамант и Кретей.
Според поема на Евмел, получил властта в Ефир от Медея.
Според някои по-късни извори е баща на Одисей от Антиклея, преди тя да се омъжи за втория си съпруг Лаерт.

## Легенда
Сизиф бил най-хитрият сред хората. Забелязал, че Зевс посещава тайно нимфата Егина и го издал на баща ѝ – речния бог Азоп. Според друг мит Зевс изпратил при Сизиф бога на смъртта Танатос, но той успял да го окове във вериги. Тогава хората спрели да умират и затова богът на войната Арес бил пратен да освободи Танатос и да отведе виновника в подземното царство. Но преди да последва Арес, Сизиф поръчал на съпругата си да не го погребва и да не принася жертви над трупа му. Така и станало и Сизиф се оплакал за това на Персефона и помолил Хадес да го пусне обратно на земята, за да накаже светотатницата. Веднъж озовал се на земята обаче, Сизиф не бързал да накаже жена си и живял още дълги години и умрял от старост. За делата си бил наказан от боговете да търкаля огромен камък в подземното царство по висок хълм и щом достигне до върха на хълма, камъкът да се претълкулва надолу.
Митът за наказанието на Сизиф принадлежи на орфическата гръцка митология, основана на тракийските вярвания, понеже в класическите гръцки представи не съществува живот след смъртта, в който мъртвите могат да бъдат наказвани или награждавани. Сизиф, търкалящ камъка нагоре, често се изобразява в южноиталийски гръцки вази с орфически сюжет, представящ подземното царство на Хадес и Персефона, в което „грешниците“ са наказвани, а следвалите орфически живот живеят заедно с боговете. В тези сюжети Сизиф винаги е изобразявани в долния фриз, заедно с други съгрешили митични герои като Данаидите, Тантал.
Оттам идва изразът сизифов труд, което означава безполезен труд, безсмислено усилие.

- Персефона надзирава Сизиф в Подземното царство, Атическа чернофигурна амфора, ок. 530 пр.н.е., Staatliche Antikensammlungen (Inv. 1494), Мюнхен
- Сизиф, Франц фон Щук, 1920

## В художествената литература
В по-ново време писателят Албер Камю посвещава своето философско произведение „Митът за Сизиф“ на този герой от древногръцката митология.